# Blondelia incompleta
Blondelia incompleta là một loài ruồi trong họ Tachinidae.